# Потребительский долг
Потребительский долг в экономике — это долг, причитающийся с потребителей (в отличие от сумм, причитающихся с предприятий или правительств). Он включает долги, возникшие при покупке товаров, которые являются расходуемыми и/или не оцениваются. В макроэкономическом плане именно потребительский долг используется для финансирования потребления, в отличие от других долгов, которые используются для инвестиций в ведение бизнеса.
Наиболее распространёнными формами потребительского долга являются долги по кредитным картам, кредит до зарплаты и другие потребительские кредиты, которые часто имеют более высокие процентные ставки, чем долгосрочные ссуды под залог, такие как ипотека. 
Долгосрочный потребительский долг часто считается финансово неоптимальным. В то время как некоторые потребительские товары, такие как автомобили, могут продаваться как имеющие высокий уровень полезности, оправдывающий краткосрочную задолженность, большинство потребительских товаров - нет. Например, возникновение высокого потребительского долга путем покупки телевизора с большим экраном «сейчас», а не накопления на него, обычно не может быть финансово оправдано субъективными преимуществами раннего появления телевизора у потребителя. 
Во многих странах лёгкость, с которой отдельные лица могут накапливать потребительский долг сверх своих средств для погашения, ускорила рост индустрии консолидации задолженности и кредитного консультирования. 
Сумма задолженности по отношению к располагаемому доходу потребителя выражается как коэффициент соотношения собственных и заёмных средств. Рекомендуется, чтобы ежемесячно этот коэффициент задолженности составлял не более 20% от суммы, получаемой физическим лицом на руки. Процентная ставка зависит от ряда факторов, включая экономический климат, предполагаемую способность клиента погашать кредит, конкурентное давление со стороны других кредиторов, а также внутреннюю структуру и безопасность кредитного продукта. Ставки, как правило, колеблются от 0,25% выше базовой ставки до двухзначных цифр. Потребительский долг также связан с кабальным кредитованием, хотя существует много споров относительно того, что именно представляет собой кабальное кредитование. 
В последние годы альтернативный анализ может рассматривать потребительский долг как способ увеличения внутреннего производства на том основании, что, если кредит легко доступен, возросший спрос на потребительские товары должен привести к увеличению общего внутреннего производства. Гипотеза перманентного дохода предполагает, что потребители берут в долг, чтобы сгладить потребление на протяжении всей своей жизни, занимая средства для финансирования расходов (особенно на жильё и обучение) в начале своей жизни и выплачивая долги в периоды более высокого заработка. 
Личный долг в странах мира растет, особенно в США и Великобритании. Тем не менее, по данным Федеральной резервной системы, коэффициент обслуживания долга домохозяйств в США находится на самом низком уровне с момента своего пика осенью 2007 года.